# Prionus lecontei
Prionus lecontei är en skalbaggsart som beskrevs av Auguste Lameere 1912. Prionus lecontei ingår i släktet Prionus och familjen långhorningar. Inga underarter finns listade i Catalogue of Life.